# Młyn w Ołoboku
Młyn w Ołoboku – zabytkowy młyn wodny zlokalizowany w Ołoboku (powiat ostrowski). Powstał zapewne w latach 40. XIX wieku.

## Położenie
Młyn stanowił element założenia klasztornego cysterek i znajduje się wraz z nim na północnym krańcu wsi, na niewysokiej skarpie doliny Prosny, w odległości 150 metrów od koryta tej rzeki, nad sztucznie wykopanym kanałem młyńskim.

## Architektura
Obiekt zbudowany na planie prostokąta o bokach 11,5 na 19 metrów, kryty dachem naczółkowym. Składa się z pomieszczeń mieszkalnych na parterze oraz w zachodniej części piętra i izb produkcyjnych - po stronie wschodniej. Część parterowa, mieszkalna jest murowana, część produkcyjna - wieńcowa, piętro w całości szachulcowe. We wnętrzu zachowana jest drewniana klatka schodowa z tralkowaną balustradą. Na jednej z desek wyryto ozdobne litery w owalu, zapewne są to inicjały fundatora. 

## Historia po 1945
Po II wojnie światowej obiekt nie pełnił roli młyna i trudne jest ustalenie daty jego zamknięcia dla tej działalności. Brak jest zupełnie wyposażenia młyńskiego i nie ma też śladów po urządzeniach doprowadzających wodę. Po 1945 w części produkcyjnej funkcjonowała olejarnia o napędzie ręcznym i konnym. Właściciel przesiedlony z kresów wschodnich, który otrzymał budynek, zupełnie o niego nie dbał, m.in. rozebrał ozdobne piece kaflowe. W 1982 nastąpiła zmiana właściciela - nowy zwrócił się do konserwatora zabytków o możliwość rozbiórki obiektu, do czego jednak nie doszło.